# Bernat de Merode
Bernat de Merode és un noble liegès. Era senyor de Rummen, Ramsdonk, Waroux i per casament del castell d'Houtem, avui a Kapelle-op-den-Bos.
Eix d'una família noble del principat de Lieja, son pare va ser vàries vegades burgmestre de la ciutat. Bernat era membre del Compromís dels nobles i va participar en la delegació que el 1566 van transmetre la petició dels nobles a la governadora Margarida de Parma al qual es va demanar la fi de les persecucions per la inquisició, en invocar el risc de rebel·lió si no es canviava de política. El 1568 el duc d'Alba va expropiar tota les seves possessions i va fugir amb la seva família a Colònia.
Molt aviat Bernat de Merode va triar el bàndol de Guillem d'Orange, un seu amic personal. El 1572 va conquerir la ciutat de Mechelen en nom de la República. Poc dies després, els espanyolistes van obrir les portes de la ciutat i deixar entrar les tropes espanyoles, conduïdes per Frederic, el fill del duc d'Alba. Poc abans, Bernat havia deixat la ciutat i fugir cap a Dendermonde, el que va deixar la ciutat indefensa. Al camí les seves tropes van saquejar les esglésies de Malderen i Lippelo. Mentrestant a Mechelen, malgrat la rendició, Frederic d'Alba no va mostrar cap indulgència i va permetre que les tropes espanyoles saquegessin la ciutat, una operació coneguda com la Fúria espanyola.
Des del 1581, Bernat va ser lloctinent d Guillem d'Orange a Frísia. La seva governança no va ser gaire estimada per la població i el 1583 va ser destituït i reemplaçat per Guillem Lluís de Nassau-Dillenburg.